# Cantón de Comps-sur-Artuby
El cantón de Comps-sur-Artuby era una división administrativa francesa, que estaba situada en el departamento de Var y la región de Provenza-Alpes-Costa Azul.

## Composición
El cantón estaba formado por nueve comunas:
- Bargème
- Brenon
- Châteauvieux
- Comps-sur-Artuby
- La Bastide
- La Martre
- La Roque-Esclapon
- Le Bourguet
- Trigance

## Supresión del cantón de Comps-sur-Artuby
En aplicación del Decreto nº 2014-270 de 27 de febrero de 2014, el cantón de Comps-sur-Artuby fue suprimido el 22 de marzo de 2015 y sus 9 comunas pasaron a formar parte del nuevo cantón de Flayosc.